# Ilex paraguariensis
Ilex paraguariensis là một loài thực vật có hoa trong họ Aquifoliaceae. Loài này được A.St.-Hil. mô tả khoa học đầu tiên năm 1822. Đây là loài bản địa Nam Mỹ. Loài này được đặt danh pháp bởi nhà thực vật học người Pháp Augustin Saint-Hilaire. Lá của cây có thể được ngâm trong nước nóng để tạo ra một loại đồ uống được gọi là mate. Được ủ lạnh, nó được dùng để làm tereré. Cả loài cây này và đồ uống đều chứa caffeine.
Người Guaraní bản địa và một số cộng đồng Tupi bản địa (có lãnh thổ bao gồm Paraguay ngày nay) lần đầu tiên trồng và tiêu thụ yerba mate trước khi người châu Âu thuộc địa hóa châu Mỹ. Việc tiêu thụ lá cây này chỉ dành riêng cho người bản địa ở hai vùng lãnh thổ mà ngày nay là Paraguay, cụ thể hơn là các tỉnh Amambay và Alto Paraná. Sau khi những người Dòng Tên phát hiện ra tiềm năng thương mại hóa của nó, yerba mate đã trở nên phổ biến khắp tỉnh và thậm chí ở những nơi khác trong Vương quốc Tây Ban Nha.
Theo truyền thống, Mate được tiêu thụ ở các khu vực miền trung và miền nam của Nam Mỹ, chủ yếu ở Paraguay, cũng như ở Argentina, Uruguay, Nam Brazil, Gran Chaco của Bolivia và miền nam Chile. Nó cũng đã trở nên phổ biến trong cộng đồng Druze và Alawite ở Levant, đặc biệt là ở Syria và Lebanon, nơi nó được nhập khẩu từ Paraguay và Argentina, nhờ người nhập cư Syria vào thế kỷ 19 đến Argentina. Yerba mate hiện có thể được tìm thấy trên toàn thế giới trong nhiều loại nước tăng lực cũng như được bán dưới dạng trà đá đóng chai hoặc đóng hộp.

## Hình ảnh

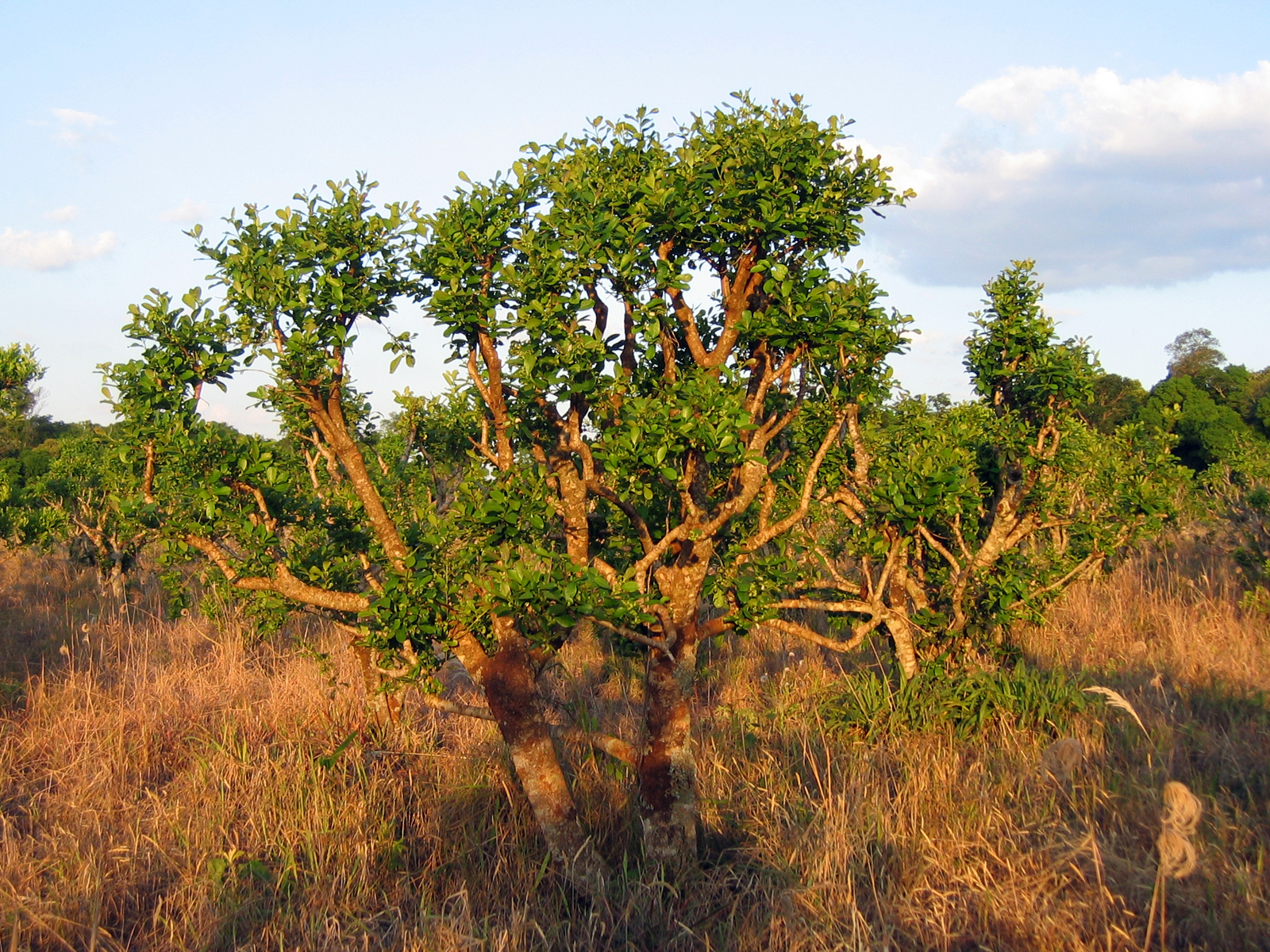
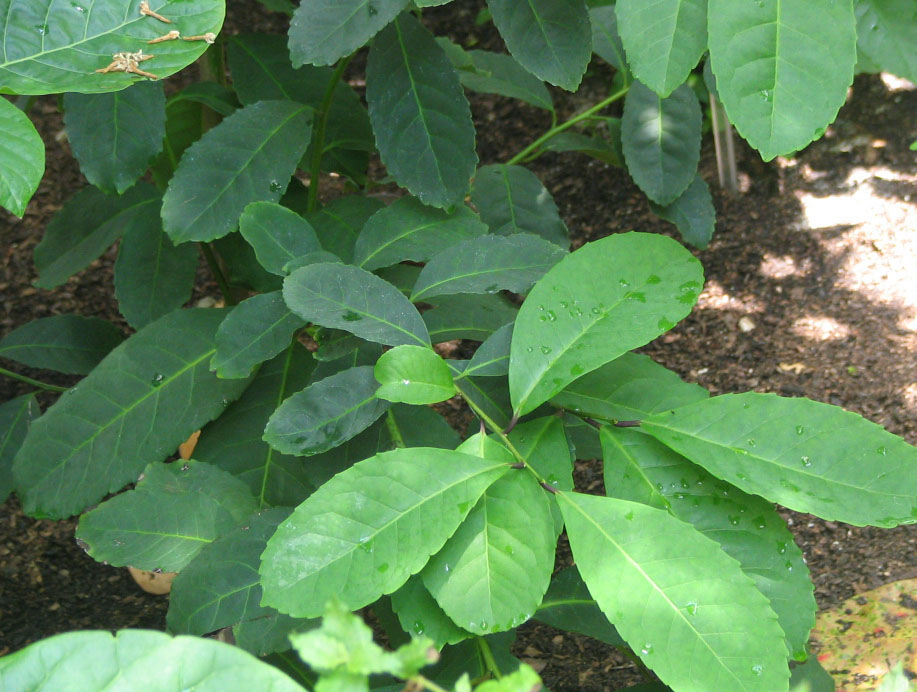
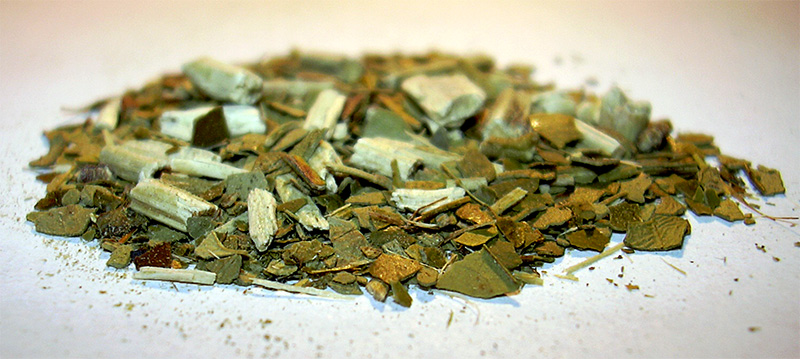
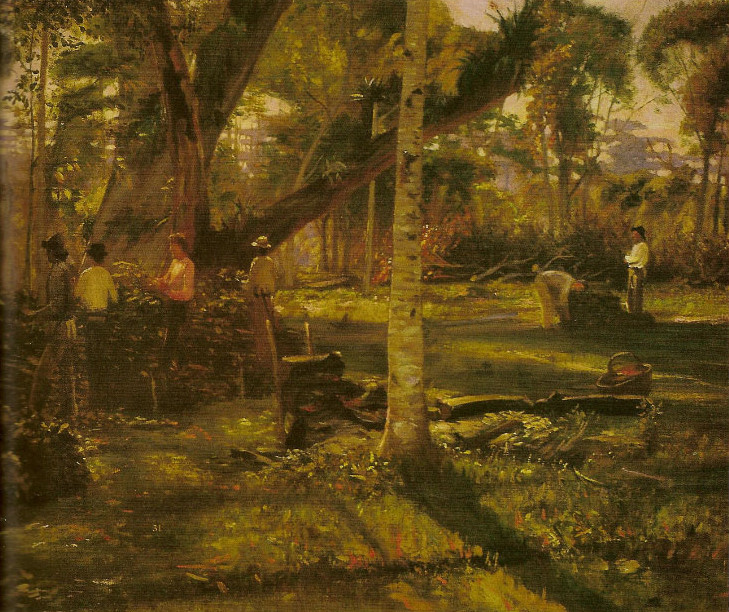